# John Straffen
John Thomas Straffen, född 27 februari 1930 i Hampshire, död 19 november 2007 i County Durham, var en brittisk seriemördare och den fånge som avtjänat längst tid i fängelse i brittisk historia. Efter att ha dödat två unga flickor sommaren 1951 befanns han sakna förmåga att föra talan vid en rättegång och placerades istället på Broadmoor Hospital. Under en kort flykt 1952 dödade han igen varvid Straffen fälldes för mord och dömdes till döden. På grund av sitt mentala tillstånd fick han sitt straff omvandlat till livstids fängelse. Straffen avtjänade detta straff intill sin död efter 55 år, 3 månader och 26 dagar i fängelse. 